# سارة شيبرد اندروز
سارة شيبرد اندروز (بالإنجليزية: Sarah Shepherd Andrews)‏ هي مبشرة أمريكية، ولدت في 26 نوفمبر 1893، وتوفيت في 16 سبتمبر 1961.